# Beleidswetenschappen
Beleidswetenschappen zijn studies naar de doelmatigheid, doelgerichtheid en democratisch gehalte van doelgerichte uitspraken of acties van (voornamelijk) overheden. Daarbij wordt beleid meestal omschreven als een set van prudente (=met "beleid" gekozen) doelen, bijbehorende middelen en een tijdpad. Bij alle beleid hoort ook de evaluatie en bijsturing ervan. Dat wordt in de praktijk van de politiek vaak vergeten.
Beleidswetenschap is een sociale wetenschap, die vanuit verschillende invalshoeken valt te benaderen. Hierbij kan worden gekozen voor bijvoorbeeld een politieke, juridische, sociale, of economische invalshoek. Ook andere invalshoeken zijn mogelijk.